# Mycomya wrzesniowskii
Mycomya wrzesniowskii är en tvåvingeart som först beskrevs av Dziedzicki 1885.  Mycomya wrzesniowskii ingår i släktet Mycomya och familjen svampmyggor. Inga underarter finns listade i Catalogue of Life.